# Епархия Пирасикабы
Епархия Пирасикабы (лат. Dioecesis Piracicabensis)) — епархия Римско-Католической церкви с центром в городе Пирасикаба, Бразилия. Епархия Пирасикабы входит в митрополию Кампинаса. Кафедральным собором епархии Пирасикабы является церковь святого Антония Падуанского.  

## История
26 февраля 1944 года Римский папа Пий XII издал буллу Vigil Campinensis Ecclesiae, которой учредил епархию Пирасикабы, выделив её из епархии Кампинаса. Первоначально епархия Пирасикабы входила в митрополию Сан-Паулу.
19 апреля 1958 года епархия Пирасикабы вошла в митрополию Кампинаса.
29 апреля 1976 года епархия Пирасикабы передала часть своей территории епархии Лимейры.

## Ординарии епархии
- епископ Ernesto de Paula (1945—1960);
- епископ Aniger de Francisco de Maria Melillo (1960—1984);
- епископ Eduardo Koaik (1984—2002);
- епископ Moacyr José Vitti (2002—2004);
- епископ Fernando Mason (2005 — по настоящее время).

## Источник
- Annuario Pontificio, Libreria Editrice Vaticana, Città del Vaticano, 2003, ISBN 88-209-7422-3